# Antje Flemming
Antje Flemming (* 22. Mai 1974 in Karl-Marx-Stadt) ist eine deutsche Literaturwissenschaftlerin, Autorin und Herausgeberin.

## Leben
Antje Flemming studierte an der Universität Hamburg Germanistik, Amerikanistik und Medienkultur und am Smith College in Northampton, Massachusetts American Studies. 2009 wurde sie an der Universität Münster mit einer Dissertation über den Filmregisseur Lars von Trier bei Knut Hickethier promoviert, die von Rezensent Andreas Kilb als „kluges, zorniges“ Werk bezeichnet wurde.
Von 2002 bis 2016 verantwortete sie die Kommunikation am Literaturhaus Hamburg und war Lehrbeauftragte am Fachbereich Sprache, Literatur und Medien der Universität Hamburg. Von Juni 2016 bis April 2025 war sie Referentin für Literatur in der Behörde für Kultur und Medien in Hamburg und dort für die Förderung von Autorinnen und Autoren und das literarische Leben zuständig. Sie förderte Comics als der Literatur ebenbürtige Kunstform  und setzte sich dafür ein, dass die Hamburger Literaturpreise ab 2019 um die Kategorie „Comic“ erweitert wurden.
Gemeinsam mit Jürgen Abel gab sie während ihrer Zeit als Literaturreferentin den ZIEGEL. Hamburger Jahrbuch für Literatur im mairisch Verlag heraus.
2024 kuratierte sie zu den Tagen der jüdischen Kultur in Chemnitz in der Galerie Weise die Ausstellung „Ein gezeichnetes Leben – die Geschichte der Lee Leder Guttman zwischen Chemnitz und Hollywood“ über eine von den Nationalsozialisten aus ihrer Geburtsstadt Chemnitz vertriebene Künstlerin, die in der Animationsfilmindustrie von Hollywood Fuß fasste.
Im Mai 2025 übernahm sie die Programmleitung und Geschäftsführung des Literaturhauses Hamburg.

## Werke

### Monographien
- Lars von Trier: Goldene Herzen, geschundene Körper. Bertz und Fischer, 2010, ISBN 978-3-86505-310-7  (zugleich Dissertation 2009 Universität Münster).
- Raus! Nur raus! Unterwegs zu Lieblingsorten der Hamburger Literatur. Hrsg. mit Carolin Löher, Junius, Hamburg 2020, ISBN 978-3-96060-534-8.

### Herausgeberschaften
- ZIEGEL. Hamburger Jahrbuch für Literatur 15. Hrsg. mit Jürgen Abel und Wolfgang Schömel, Dölling und Galitz, Hamburg 2017, ISBN 978-3-86218-090-5.
- ZIEGEL. Hamburger Jahrbuch für Literatur 16. Hrsg. mit Jürgen Abel, Mairisch, Hamburg 2019, ISBN 978-3-938539-53-8.
- Hamburg zum Verweilen. Hrsg. mit Folke Havekost, Reclam, Ditzingen 2020, ISBN 978-3-15-020564-8.
- ZIEGEL. Hamburger Jahrbuch für Literatur 17. Hrsg. mit Jürgen Abel, Mairisch, Hamburg 2021, ISBN 978-3-948722-07-4.
- ZIEGEL. Hamburger Jahrbuch für Literatur 18. Hrsg. mit Jürgen Abel, Mairisch, Hamburg 2023, ISBN 978-3-948722-28-9.